# Mistrovství světa v cyklokrosu 2012
Mistrovství světa v cyklokrosu 2012 se konalo ve dnech 28. a 29. ledna 2012 ve městě Koksijde v Belgii. Mistrovství mělo rekordní návštěvnost. Nedělní hlavní závod navštívilo přibližně 61.000 diváků. Marianne Vosová zvítězila již počtvrté za sebou a celkově získala již svůj pátý cyklokrosový titul v kariéře.

## Elite muži
(29. ledna 2012)
| Pos.             | Cyklista            | Čas       |
| ---------------- | ------------------- | --------- |
| Zlatá medaile    | Niels Albert        | 1:06:07   |
| Stříbrná medaile | Rob Peeters         | + 0:00:24 |
| Bronzová medaile | Kevin Pauwels       | + 0:00:30 |
| 4.               | Tom Meeusen         | + 0:00:34 |
| 5.               | Bart Aernouts       | + 0:00:35 |
| 6.               | Klaas Vantornout    | + 0:01:09 |
| 7.               | Sven Nys            | + 0:01:11 |
| 8.               | Radomír Šimůnek ml. | + 0:02:15 |
| 9.               | Philipp Walsleben   | + 0:02:25 |
| 10.              | Simon Zahner        | + 0:02:31 |
| ...              | ...                 | ...       |
| 13.              | Zdeněk Štybar       | + 0:03:17 |
| 30.              | Jiri Polnický       |           |
| 31.              | Martin Zlámalík     |           |
| 33.              | Vladimir Kyzivát    |           |
| 37.              | Petr Dlask          |           |

## Muži do 23 let
(28. ledna 2012)
| Pos.             | Cyklista                | Čas       |
| ---------------- | ----------------------- | --------- |
| Zlatá medaile    | Lars van der Haar       | 0:49:20   |
| Stříbrná medaile | Wietse Bosmans          | + 0:00:01 |
| Bronzová medaile | Michiel van der Heijden | + 0:00:04 |
| 4.               | Arnaud Jouffroy         | + 0:00:05 |
| 5.               | Laurens Sweeck          | + 0:00:50 |
| 6.               | Marek Konwa             | + 0:00:56 |
| 7.               | Mike Teunissen          | + 0:01:03 |
| 8.               | Arnaud Grand            | + 0:01:13 |
| 9.               | David Menut             | + 0:01:13 |
| 10.              | Gianni Vermeersch       | + 0:01:28 |
| ...              | ...                     | ...       |
| 16.              | Tomáš Paprstka          | + 0:02:08 |
| 17.              | Vojtěch Nipl            | + 0:02:17 |
| 20.              | Jan Nesvadba            | + 0:02:50 |
| 22.              | Karel Hník              | + 0:03:21 |

## Junioři
(28. ledna 2012)
| Pos.             | Cyklista             | Čas       |
| ---------------- | -------------------- | --------- |
| Zlatá medaile    | Mathieu van der Poel | 0:43:36   |
| Stříbrná medaile | Wout van Aert        | + 0:00:08 |
| Bronzová medaile | Quentin Jauregui     | + 0:00:21 |
| 4.               | Quinten Hermans      | + 0:00:21 |
| 5.               | Daan Soete           | + 0:00:21 |
| 6.               | Yorben van Tichelt   | + 0:00:48 |
| 7.               | Silvio Herklotz      | + 0:01:00 |
| 8.               | Daan Hoeyberghs      | + 0:01:25 |
| 9.               | Romain Seigle        | + 0:01:32 |
| 10.              | Victor Koretzky      | + 0:02:11 |
| ...              | ...                  | ...       |
| 24.              | Jan Brezna           | + 0:04:07 |
| 27.              | Jan Vastl            | + 0:04:44 |
| 28.              | Karel Pokorný        | + 0:04:45 |

## Elite ženy
(29. ledna 2012)
| Pos.             | Cyklista              | Čas       |
| ---------------- | --------------------- | --------- |
| Zlatá medaile    | Marianne Vosová       | 0:41:04   |
| Stříbrná medaile | Daphny van den Brand  | + 0:00:37 |
| Bronzová medaile | Sanne Cant            | + 0:00:38 |
| 4.               | Sanne Van Paassen     | + 0:00:49 |
| 5.               | Katherine Compton     | + 0:00:53 |
| 6.               | Nikki Harris          | + 0:01:03 |
| 7.               | Sophie De Boer        | + 0:01:05 |
| 8.               | Kateřina Nash         | + 0:01:11 |
| 9.               | Jasmin Achermann      | + 0:01:12 |
| 10.              | Lucie Chainel-Lefevre | + 0:01:54 |
| ...              | ...                   | ...       |
| 11.              | Pavla Havlíková       | + 0:02:43 |
| 22.              | Martina Mikulášková   | + 0:05:04 |

## Tabulka medailí podle zemí
| Umístění | Stát       | Zlato | Stříbro | Bronz | Celkem |
| -------- | ---------- | ----- | ------- | ----- | ------ |
| 1.       | Nizozemsko | 3     | 1       | 1     | 5      |
| 2.       | Belgie     | 1     | 3       | 2     | 6      |
| 3.       | Francie    | 0     | 0       | 1     | 1      |